# Tara gratiosa
Espèce
Synonymes
- Clynotis gratiosus Rainbow, 1920

Tara gratiosa est une espèce d'araignées aranéomorphes de la famille des Salticidae.

## Distribution
Cette espèce est endémique de l'île Lord Howe à l'est de l'Australie.

## Description
La carapace du mâle mesure 2,4 mm de long sur 1,6 mm et l'abdomen 2,6 mm de long sur 1,6 mm et la carapace de la femelle mesure 2,4 mm de long sur 1,6 mm et l'abdomen 3,1 mm de long sur 1,8 mm.

## Publication originale
- Rainbow, 1920 : Arachnida from Lord Howe and Norfolk Islands. Records of the South Australian Museum, vol. 1, p. 229-272 (texte intégral).